# Чоу Тай-Їн
Чоу Тай-Їн (кит.: 周台英; нар. 16 серпня 1963, Тайвань) — тайванська футболістка та тренерка, виступала на позиції нападниці та півзахисниці. Одна з найуспішніших тайванських футболісток.

## Життєпис
Залишалася ключовою гравчинею жіночої збірної Китайського Тайбею в 1980-х і на початку 1990-х років, з якою виграла три кубки Азії (1977, 1979, 1981) і два кубки націй ОФК (1986, 1989). Відзначилася 5-ма голами в переможному (10:0) поєдинку другого туру групового етапу Кубку Азії 1981 проти збірної Індонезії. Одна з небагатьох тайваньських гравчинь, які грали за іноземні професійні клуби. У 1987 році приєдналася до німецького футбольного клубу «Бергіш Гладбах 09», з яким виграла два чемпіонати. Вона приєдналася до «Судзую Сімідзу» з Другого дивізіону Японії у 1989 році, в якому команда виграла титул переможця першого сезону, а сама Чоу відзначилася 12-ма голами, завдяки чому стала володаркою Золотої бутси та членом Найкращої 11-ки. По завершенні Азійських ігор 1994 року закінчила футбольну кар'єру.
Капітанка жіночої національної футбольної збірної Китайського Тайбею на першому чемпіонаті світу серед жінок 1991 року. Команда дійшла до чвертьфіналу, а потім була розгромлена майбутніми переможцями турнірами США з рахунком 7:0. Чоу на вище вказаному турнірі провела усі три поєдинки групового етапу, в яких відзначилася одним голом.
У 2005 році очолила жіночу футбольну команду Національного тайванського педагогічного університету. У 2006 році стала головною тренеркою жіночої національної футбольної збірної Китайського Тайбею.

## Досягнення
«Бергіш Гладбах 09»
- Чемпіонат ФРН
  -  Чемпіон (2): 1988, 1989

- Регіональна ліга «Захід»
  -  Чемпіон (1): 1988
  -  Срібний призер (1): 1989

«Судзую Сімідзу»
- Л-Ліга
  -  Чемпіон (1): 1989

- Найкраща бомбардирка Л-Ліги: 1989

національна збірна Китайського Тайбею
- Кубок Азії
  -  Чемпіон (3): 1977, 1979, 1981

- Найцінніша гравчині Кубку Азії (1): 1979

- Кубок нації ОФК
  -  Чемпіон (2): 1986, 1989